# Rethera amseli
Amsels' Hawkmoth (Rethera amseli) là một loài bướm đêm thuộc họ Sphingidae. Nó được tìm thấy ở miền tây Afghanistan.
Sải cánh dài 34–43 mm. Nó gần giống loài Rethera brandti, but larger và with paler markings.
Adults are on in giữa tháng 4. Có một lứa một năm.